# Prowincja św. Maksymiliana Marii Kolbego Zakonu Braci Mniejszych Konwentualnych w Gdańsku
Prowincja św. Maksymiliana Marii Kolbego Zakonu Braci Mniejszych Konwentualnych w Gdańsku − jedna z trzech aktualnie istniejących prowincji Zakonu Braci Mniejszych Konwentualnych − franciszkanów − w Polsce. Historycznie jest ona prowincją najmłodszą, powstałą w 1986 roku. Bracia wspomnianej prowincji pracują na misjach w Szwecji, na Litwie, w Ekwadorze, Kenii i Kanadzie. Prowincja posiada również placówki we Włoszech oraz w Niemczech.
Patronem prowincji jest św. Maksymilian Maria Kolbe. Siedzibą prowincjała jest klasztor w Gdańsku przy ul. Świętej Trójcy 4. Obecnie przełożonym prowincji jest o. Wojciech Kulig, zaprzysiężony na ten urząd (na drugą kadencję) podczas kapituły prowincjalnej w kwietniu 2024 roku.

## Klasztory prowincji w Polsce
- Darłowo – Kościół Matki Bożej Częstochowskiej
- Darłówko – Parafia św. Maksymiliana Marii Kolbego
- Dobra Szczecińska
- Elbląg (ośrodek powołaniowy) – Parafia św. Pawła Apostoła
- Gdańsk – Kościół Świętej Trójcy (rektoralny)
- Gdynia – Parafia św. Antoniego Padewskiego
- Gniezno (dom postulatu) – Kościół Wniebowzięcia Najświętszej Maryi Panny i św. Antoniego, Parafia Wniebowzięcia Najświętszej Maryi Panny
- Inowrocław – Parafia Świętego Krzyża
- Kołobrzeg – Parafia Świętego Krzyża
- Koszalin – Parafia Podwyższenia Krzyża Świętego
- Kwidzyn – Parafia Świętej Trójcy
- Lębork – Parafia św. Jakuba Apostoła
- Olsztyn – Parafia św. Maksymiliana Kolbego
- Ostróda – Parafia św. Franciszka Serafickiego
- Poznań – Kościół i klasztor franciszkanów w Poznaniu
- Lublin (dom studiów)
- Góra Polanowska